# BARレモン・ハート
『BARレモン・ハート』（バーレモンハート）は、古谷三敏（ファミリー企画）による漫画である。主に酒に関するうんちくを扱った作品。2020年8月時点で累計発行部数は900万部を突破した。『漫画アクション』（双葉社）にて連載中だったが、作者の死去により、2022年5月17日号より「特別セレクション」という名前で、過去作の再掲載が行われている。
2015年10月にBSフジにて中村梅雀の主演でテレビドラマ化され、以後も何度かドラマ化が実施された（#テレビドラマで後述）。

## 概要
キャッチフレーズは「気持ちがすごくあったかい!!」（コミックス第4巻以降）。 
東京都内某所にあるオーセンティックバー「レモン・ハート」で繰り広げられる、数々の人間模様と、それに関係した様々な酒の紹介を、1話完結のストーリーで描いた作品である。『漫画アクション』の編集者によると、同誌の看板作品。酒を中心としたマスターと客との会話などを中心として、話が展開される。それぞれの酒の紹介により、知らず知らずに酒のうんちくが身につくよう配慮されている。
紹介される酒はウイスキー、ブランデー、焼酎などの蒸留酒、ワイン、ビール、シャンパン、純米酒などの醸造酒、リキュールなどの混成酒と多岐にわたり、カクテルの場合もある。各話についても、人情話、ドンデン返しの話、男のこだわりや生き様を紹介する話、など多種多彩である。
単行本の第1巻は1986年に初版が出ており、以降30年以上にわたって連載が続いている。しかし、掲載誌は何度も変わっており、漫画の雰囲気もキャラクターの容貌も年月と共に多少変化している。『漫画アクション』では、毎号連載されていた時期もあったが、途中から不定期（月イチ）連載に変わった。
長期連載のため、作中でレモン・ハートの店自体も変わっている。工事を伴う大幅改装も1回あり、それ以外でも小さな変化もあった。初期の店の形状は「港の近くの古ビル風」「居酒屋」「ログハウス風」と、連載された時期によって微妙に異なっている。
なお、店名である「レモン・ハート」は、ラム酒の銘柄名に由来している（#詳細で後述）。

### 作者死後の雑誌掲載について
2021年12月21日発売の『漫画アクション』には、古谷の死後ではあるが次号予告に掲載予定とされていた。
しかし、予定されていた2022年1月4日発売の『漫画アクション』には本作は掲載されず、代わりに古谷の訃報が掲載され、目次からも本作が連載作であるという記載はされず、過去作を掲載する方式に移行した。
同年、作者の古谷の誕生日である8月11日に、遺稿が収録された単行本第37巻が発売されることが発表された。2022年12月に発売された第37巻は区切りの巻ではあるが「最終巻」とはせず、コミックを「本店」になぞらえ、「本店は『いったん閉店』」と表現している。

## 登場人物

### レギュラーの登場人物
マスター
レモン・ハートのオーナー兼マスター。
四角い顔、ブタ鼻、小さい目と、美男子というわけではなく、派手なパフォーマンスはしない人物ながら、バーテンダーとしての腕は一流で本物で、かつ、頭の中にはあらゆる酒の知識が詰まっている。酒と酒場を愛し、酒とうんちく話を客に提供することを無上の喜びとしている人物である。うんちくの披露に夢中になり、常連に窘められるバーテンダーらしからぬ面を見せることもある。
このマスターはレモン・ハートの店内に、世界中に存在する、ほとんど全ての銘柄の酒をストックしている。そのためレモン・ハートの複数ある棚は電動式の二重構造になっていて、奥の棚には「バーのムードにそぐわない」という理由から日本酒を隠している。また、地下室（複数階）にはワインやウイスキーの樽が膨大に保管されている。
わずか1本の酒を入手するために店を臨時休業にして、外国まで探しに出かけたこともあった。稀にストックしていない酒を客にオーダーされると、不機嫌になったり、悔し涙を流したりした。
基本的にお客のオーダーには応えるが、自身のこだわりに触れる酒については、我を通す場合もある。また、「サケは飲むもの」というポリシーを持っており、珍しく貴重な酒を収集だけして飲まないでいるコレクターの行為については否定的である。
本名は不明だが、一部の関係者からは「良ちゃん」と呼ばれている。また、バーテンダースクールでは「蘊蓄先生」と紹介されたこともある。酒以外の趣味は、気軽な一人旅と、アウトドア。ファミリーコンピュータの『ドラゴンクエスト』に夢中になったこともあった。一時期、ド素人で押しかけ弟子の爺さんを使ったこともあるが、レモン・ハートは基本的にマスター1人だけで切り盛りしている。
若い頃は意外と鼻っ柱の強い性格であったらしく、大学卒業後に入社した会社を上司と喧嘩し1か月で辞めて、定職にも就かずブラブラしていた。たまたま東北を旅行中、なにげなく一軒のバーに立ち寄った。そこのバーのマスターの一言に心を動かされ、その店で修業を始めた。修業は非常に厳しかったが、苦労の末にバーテンダーの基本を習得できた。その後の詳細は明らかにされていないが、一時期ホテルのバーに勤めていたこともある。「スコッチ以外は酒じゃない」などと生意気な発言をしていたこともあったらしい。
現在は長年のマスター経験から、お客を思いやれる良識派の性格となったが、過去の影響はまだ引きずっている部分もあり、たまに子供っぽくムキになったりすることもある。オークションで自分の欲しい酒を富豪に競り落とされ、全財産を持って譲って欲しいと頼み込んでダメだった時は、相手の富豪、ジャン・クロードが「飲まずに残っていたら私が死んだ時ゆずってあげますよ」と言うなど、イヤミな奴だったという点もあるとはいえ、「コンニャロ ブッコロシタロカ！」と内心思ったと告白している。

メガネさん
レモン・ハートの常連の男性である。本名は不明。職業も不明だが、海外を飛び回り、かなり危ない仕事もしているらしい。マルチリンガルであり、作中では確認できるだけで日本語はもちろん、英語とフランス語とスワヒリ語に精通（本人曰く「英語よりもスワヒリ語のほうが得意」）。幼い頃に孤児だった彼はアメリカ人宣教師に育てられ、船乗りに憧れ、その後ロサンゼルスの大学を卒業した。一時、某国の外国人部隊に所属していたこともある。そのためか腕っ節は驚くほど強く、ギャングや外国人とのケンカでも引けを取らない。1人で数人相手に勝ってしまうことも多く、今のところ喧嘩で負けた描写はない。しかし別に血気盛んというわけではなく、普段の道理はわきまえた人物である。ただし怒った時の迫力は凄まじく、相手の胸倉を掴み今にも殴りかからんとする勢いで脅したこともある。
1年中ソフト帽にトレンチコートを着たボギースタイルで、昼でも夜でもサングラスをかけている。サングラスを取って素顔を披露したことは、未だかつて1回もない。ただし、ソフト帽をかぶらないでレモンハートに来たことはあり、髪を見せている。また、スポーツ新聞や競馬新聞も必須のアイテムである。ハードボイルドを心掛けているものの、常にシリアスというわけではないようだ。
自他共に認める「スピリッツの鬼」で、普段飲む酒はジンが多い。しかし、珍しい酒には種類を問わず目がなく、マスターに無理を言ってでも飲みたがる面もある。酒全般の知識とテイスティング能力はマスターに次いで優れている。レモン・ハートの客の中では一番の酒の飲み手として、マスターも一目置いている。
普段から贅沢をしているわけではないが、いいサケのためならお金は惜しまない性格。マスターに20万円ほどのツケを払っていた時もあった。稀にツケを溜めていることもあるが、後述の松ちゃんに比べると払いは良いため、マスターが文句を言うことは少ない。
また、後述するトシちゃんについては、何度か「オレの若い頃にソックリだ」と発言している。
未だに独身であるが、女性とはそれなりに縁がありモテないわけではない。ただし本当に好きになった人とは結ばれない運命らしく、過去に「リリィという女性を一目見て好きになったことがあるが、親友であるフランクの妻であったためどうしようもなかった」と語っていたことがある。

松ちゃん（松田）
レモン・ハートの常連のチョビひげの中年男性である。
職業はフリーライターで、コピーライターでもある。ブランデーやウイスキー、日本酒が何から造られているか知らないなど、自他共に認める酒オンチ。いつもウイスキーのウーロン茶割り（後述）を注文し、マスターの不興を買っている。世界一酒が揃っているバーの、世界一酒の味がわからない20年来の常連客。ただ、以前に比べて最近は酒の知識も少しずつ増えてきており、飲む酒の種類も増えている。また、自分からウイスキーのウーロン茶割り以外の酒を注文する場合もある。マスターや常連のおかげか、対外的には酒に詳しい人物と見られるようになってきており、酒関係の相談や原稿依頼を受けることもある。
性格は気さくでお人よし。また、ズボラでスケベ。たまにダサすぎて聞くに堪えないような言動や台詞を吐いてしまうことがある。女性には可哀想なほど縁が無く、よくマスターやメガネさんにからかわれている。その反面、彼を介して（レモン・ハートのマスターとメガネさんの演出協力もあって）成立したカップルや、仲直りをした恋人・夫婦は数多い。
仕事関係の知り合いや大学の先輩・後輩が多く、彼自身の兄弟や親戚も多い。特に彼の甥や姪は、レモン・ハートに数多く来店している。大学ではミステリー研究会に所属していた。
いつも食うや食わずの生活をしており、マスターにツケが溜まっている。ギャンブルもやるが勝ち運には乏しく、本人曰く「100万円という金は手にしたことがない」。
名前については、「松田二郎」「松田良平」「松田松吉」と異なる名が出ており、本名は不明である。ただ、実の兄弟や親戚からは「デコ松」、後述する姪のチヨコ（岡野千代子）からは「松おじさま」と呼ばれている。
出身地も東京や九州などいくつか異なるものがあり一定していない。

### 準レギュラーの登場人物
ほとんど毎晩通うような常連客は、基本的にメガネさんと松ちゃんのみ。出演が1回だけの常連ではない客の方が、人数は圧倒的に多い。以下はこれまでの連載でBARレモン・ハートに3回以上登場した、準レギュラーの紹介である。
トシちゃん
本名は不明の男性。にきび面でキャップをかぶっている。よくレモン・ハートに自分の彼女を連れてくる人物だが、その彼女は（ナオミ、アケミ、ミユキ、など）回によって異なるため、なかなかのプレイボーイであるようだ。
レモン・ハートに初めて来たときは、バーボンの知ったかぶりを気取っていたが、メガネさんから叱責され弟子（？）となった。 バーボン小僧、スコッチ小僧など、その度に着目している酒は変わる。ワインのシャブリやカクテル（ダイキリ）などに興味を持ったこともあった。
基本的に勉強好きで、徐々に酒に関する知識も増している。性格は見栄っ張りで生意気だが、思いやりがあり、素直な面もある。

チヨコ（岡野千代子）
ボブカットヘアーの松ちゃんの姪。通称、オッチョコ・チヨコ。雑誌『おいしい日曜日』の編集者。松ちゃん同様に明るい性格だが、多少あわて者で酒の知識は松ちゃん以下である。松ちゃんのことを「松おじさま」と呼び、少なからず尊敬している。

ブラック黒田
松ちゃんの知り合いの、小太りのフリーライター。サングラスに黒い帽子と黒いスーツを常用している。名刺まで黒（文字は白抜き）。黒にこだわりがあり、黒っぽい酒とカクテルを主に飲むが、それら以外にはジャックダニエルやメーカーズマークのブラックラベルしか飲まないこだわりよう。自分の姪をレモン・ハートに連れてきたこともある。ちなみに彼は巨人ファン。また小学校・中学校時代からの友人に、白が好きで阪神ファンの白井さんがいる。

マガリ（横田）
松ちゃんの叔父。へそまがりのマガリ。あきれるほどのヘソマガリで、その例は枚挙に暇がない（例として、歩道橋は用事がなくても必ず渡る、愛用の腕時計は針が反時計回り、夏は熱燗で冬はビール、など）。酒も一風変わった物を好み、「黄色いワイン」、「大麻エキス入りのビール」などをリクエストし、飲んだ後には感激した。しかし飲み手としては中々であるらしく、マスターをして「かわってはいるけど サケの味のわかる舌はたしかだよ」と言わしめるほど。
既に成人した「直木（なおき）」という名前の息子がいる。息子は父親と異なり、ヘソマガリではない普通の好青年。レモン・ハートで久々に顔をあわせ、松ちゃんと3人でウイスキーを酌み交わした。

おでん屋の親父
はげ頭の親父。本名は不明だが、「おでんの伝六」と呼ばれている。よくレモン・ハートの近くに屋台を出している。酒にも詳しく、マスターの先輩格で良き相談相手。あまり自分のことは話したがらないが、過去にはバーテンダーをしていたと匂わせる節もあった。あるエピソードまではBARレモン・ハートに入店したことがない、唯一の登場人物であった。

## 詳細
酒の紹介
一部の初期の作品は異なるが、ほとんどの場合はテーマの酒1本が1ページの大ゴマで紹介される。また、次のページに横長で縦書きの解説メモが添えられる形式が常である。
メモの内容は紹介された酒の製法や製作者の話、名前の由来やエピソードなど様々である。カクテルの作り方を紹介したことも多い。回によっては紹介が省略されるケースもあった。また、カクテルに使用するトマトジュースや、醤油、おむつ、ランプ用のオイルなど、酒とは無関係な物が紹介されたこともある。

店内の雰囲気など
ゆったりした店内には、長いカウンターと幾つかのボックス席がある。古いジャズやシャンソンを静かに流し、壁にはリトグラフ が飾られている。ただし、雨の日には、「雨」に関連した歌を流す。この歌の入ったカセットテープはマスター自身が編集したものである。
TVモニターやカラオケなどは置いていない。店の出入り口は2つある。カウンター内はBARレモン・ハートの聖域とされており、常連といえども入ることはできない。ただし、ド素人で後に押しかけ弟子になった爺さんに対しては、カウンターの中に自ら入れている。
営業時間は夕方から深夜まで。地下室は酒の貯蔵庫であり、ワインやウイスキーなどの酒樽が大量にある。店の2階は酒の本のための書庫であり、マスターは仕事が終わった後に泊まることもできるようだ。

ウイスキーのウーロン茶割り
文字通り、ウイスキーをウーロン茶で割っただけの飲み物。「ウーロン割り」も同じ意味。ウイスキーの銘柄は特に指定されていない。初期のBARレモン・ハートで松ちゃんが毎回必ずオーダーしていたカクテルで、松ちゃんの代名詞にまでなっている。冬用のホット・バージョンもある。
マスターにとって一番出したくない酒でありながら、このウーロン割りほど数多く登場した酒はない。いつもは何も言わないマスターも、普段これしか飲まない松ちゃんに我慢できず怒ったことが幾度かあった。
なぜ松ちゃんが、水割りではなくウーロン割りにこだわるのかは明らかにされていないが、本人は「これが一番うまいから」と発言している。

スランジバール
BARレモン・ハートで、マスターやメガネさんが乾杯する際などに、時々使っている言葉。
スランジバール（slàinte mhòr）は、ゲール語で「あなたの御健康を」という意味である。イングランド・アイルランド・スコットランド等で乾杯する時に使用されている。参考：Sláinte。

BARレモン・ハートの名前の由来
実在するラムの銘柄の1つである「レモン・ハート」（LEMON HART）だと作中で明かされた。作中ではアルコール度数75.5%の「レモン・ハート・デメララ151」が「世界で一番強い酒」として紹介された他、数話で登場し紹介され、レモン・ハートをベースに用いたオリジナルカクテル「レモン・ハート」が登場する話もある。また、「世界で一番強い酒」は本作のコンビニコミック版（5coinsアクションオリジナル版）での副題にもされている。
後のエピソードでスピリタス（アルコール度数96%）が登場したため、レモン・ハートが世界で最も強い酒ではなくなったことも紹介された。
参考までに、実在のラムとしての「レモン・ハート」の名は、人名に基づく。以前はガイアナで製造されていたものの、2000年代半ばに蒸留所が閉鎖され、2010年には終売。その後、2012年にはカナダのハイラム・ウォーカー社からラベルデザインなどが変更され復刻販売されている。

## 備考
ダメおやじとBARレモン・ハート
『BARレモン・ハート』の元は、同作者が『週刊少年サンデー』に連載していた『ダメおやじ』である。後期に登場していた主人公（雨野ダメ助）の行きつけのバー「ウンチク」が、別の作品『BARレモン・ハート』となり発展した。
マスターとメガネさんは漫画『ダメおやじ』の「バー・ウンチク編」と最終回に登場したが、松ちゃんは1回も出てこない。当時の（若い頃の）メガネさんはハードボイルドで性格もきつく、どことなく近寄り難い雰囲気があった。
そのダメおやじの雨野ダメ助も、BARレモン・ハートにゲスト出演した。1回目は初めて店に来た恐妻家の客という設定で、妻のオニババ（冬子）も写真で紹介された。2回目は妻のオニババとともに来店した。

実在のBARレモン・ハート
西武池袋線大泉学園駅北口より徒歩数分の場所に、漫画と同名の「BARレモン・ハート」が存在する。作者の古谷三敏自身が経営していた店舗で、本人も時折顔を出していたという。

## 書誌情報
古谷三敏『BARレモン・ハート』双葉社〈アクション・コミックス〉、全37巻（2022年12月27日現在）
- 古谷三敏『BARレモン・ハート』 1巻、双葉社〈アクション・コミックス〉、1986年2月18日。ISBN 978-4-575-81253-4。
- 古谷三敏『BARレモン・ハート』 2巻、双葉社〈アクション・コミックス〉、1986年11月14日。ISBN 978-4-575-81254-1。
- 古谷三敏『BARレモン・ハート』 3巻、双葉社〈アクション・コミックス〉、1987年8月17日。ISBN 978-4-575-81390-6。
- 古谷三敏『BARレモン・ハート』 4巻、双葉社〈アクション・コミックス〉、1988年2月14日。ISBN 978-4-575-81434-7。
- 古谷三敏『BARレモン・ハート』 5巻、双葉社〈アクション・コミックス〉、1988年7月24日。ISBN 978-4-575-81476-7。
- 古谷三敏『BARレモン・ハート』 6巻、双葉社〈アクション・コミックス〉、1989年1月16日。ISBN 978-4-575-81515-3。
- 古谷三敏『BARレモン・ハート』 7巻、双葉社〈アクション・コミックス〉、1989年8月19日。ISBN 978-4-575-81559-7。
- 古谷三敏『BARレモン・ハート』 8巻、双葉社〈アクション・コミックス〉、1990年6月29日。ISBN 978-4-575-81641-9。
- 古谷三敏『BARレモン・ハート』 9巻、双葉社〈アクション・コミックス〉、1992年6月28日。ISBN 978-4-575-81793-5。
- 古谷三敏『BARレモン・ハート』 10巻、双葉社〈アクション・コミックス〉、1993年8月17日。ISBN 978-4-575-81888-8。
- 古谷三敏『BARレモン・ハート』 11巻、双葉社〈アクション・コミックス〉、1994年7月28日。ISBN 978-4-575-81968-7。
- 古谷三敏『BARレモン・ハート』 12巻、双葉社〈アクション・コミックス〉、1996年2月11日。ISBN 978-4-575-82115-4。
- 古谷三敏『BARレモン・ハート』 13巻、双葉社〈アクション・コミックス〉、1997年6月28日。ISBN 978-4-575-82244-1。
- 古谷三敏『BARレモン・ハート』 14巻、双葉社〈アクション・コミックス〉、1998年6月28日。ISBN 978-4-575-82340-0。
- 古谷三敏『BARレモン・ハート』 15巻、双葉社〈アクション・コミックス〉、1999年6月12日。ISBN 978-4-575-82427-8。
- 古谷三敏『BARレモン・ハート』 16巻、双葉社〈アクション・コミックス〉、2000年6月27日。ISBN 978-4-575-82500-8。
- 古谷三敏『BARレモン・ハート』 17巻、双葉社〈アクション・コミックス〉、2001年8月9日。ISBN 978-4-575-82584-8。
- 古谷三敏『BARレモン・ハート』 18巻、双葉社〈アクション・コミックス〉、2002年11月12日。ISBN 978-4-575-82751-4。
- 古谷三敏『BARレモン・ハート』 19巻、双葉社〈アクション・コミックス〉、2003年11月28日。ISBN 978-4-575-82894-8。
- 古谷三敏『BARレモン・ハート』 20巻、双葉社〈アクション・コミックス〉、2004年6月12日。ISBN 978-4-575-82970-9。
- 古谷三敏『BARレモン・ハート』 21巻、双葉社〈アクション・コミックス〉、2005年7月13日。ISBN 978-4-575-83103-0。
- 古谷三敏『BARレモン・ハート』 22巻、双葉社〈アクション・コミックス〉、2006年6月12日。ISBN 978-4-575-83236-5。
- 古谷三敏『BARレモン・ハート』 23巻、双葉社〈アクション・コミックス〉、2007年8月13日。ISBN 978-4-575-83381-2。
- 古谷三敏『BARレモン・ハート』 24巻、双葉社〈アクション・コミックス〉、2008年10月28日。ISBN 978-4-575-83545-8。
- 古谷三敏『BARレモン・ハート』 25巻、双葉社〈アクション・コミックス〉、2009年10月28日。ISBN 978-4-575-83688-2。
- 古谷三敏『BARレモン・ハート』 26巻、双葉社〈アクション・コミックス〉、2010年10月28日。ISBN 978-4-575-83827-5。
- 古谷三敏『BARレモン・ハート』 27巻、双葉社〈アクション・コミックス〉、2012年5月28日。ISBN 978-4-575-84076-6。
- 古谷三敏『BARレモン・ハート』 28巻、双葉社〈アクション・コミックス〉、2013年5月28日。ISBN 978-4-575-84241-8。
- 古谷三敏『BARレモン・ハート』 29巻、双葉社〈アクション・コミックス〉、2014年6月27日。ISBN 978-4-575-84440-5。
- 古谷三敏『BARレモン・ハート』 30巻、双葉社〈アクション・コミックス〉、2015年9月28日。ISBN 978-4-575-84691-1。
- 古谷三敏『BARレモン・ハート』 31巻、双葉社〈アクション・コミックス〉、2016年6月28日。ISBN 978-4-575-84820-5。
- 古谷三敏『BARレモン・ハート』 32巻、双葉社〈アクション・コミックス〉、2017年7月12日。ISBN 978-4-575-85006-2。
- 古谷三敏『BARレモン・ハート』 33巻、双葉社〈アクション・コミックス〉、2018年7月27日。ISBN 978-4-575-85190-8。
- 古谷三敏『BARレモン・ハート』 34巻、双葉社〈アクション・コミックス〉、2019年8月28日。ISBN 978-4-575-85346-9。
- 古谷三敏『BARレモン・ハート』 35巻、双葉社〈アクション・コミックス〉、2020年7月28日。ISBN 978-4-575-85473-2。
- 古谷三敏『BARレモン・ハート』 36巻、双葉社〈アクション・コミックス〉、2021年8月26日。ISBN 978-4-575-85632-3。
- 古谷三敏『BARレモン・ハート』 37巻、双葉社〈アクション・コミックス〉、2022年12月27日。ISBN 978-4-575-85798-6。
  - 完全未発表原稿や、全475話の酒リストを収録

再編集された文庫版コミックスや廉価版のコンビニコミックも多数発行されている。
また、カクテルのエピソードを集めた『12色のカクテル』も発行されている。
それ以外では、サントリーの『サントリークォータリー』のウィスキー特集に短編が掲載されたこともある。

## 関連書籍
コミックとは別に、「レモン・ハート」の名がついた古谷三敏の本も何冊か出版されている。
- 『BARレモン・ハート酒大事典』（古谷三敏 著、双葉社）
- 『BARレモン・ハートカクテル大事典 -BARレモン・ハートSPECIAL VERSION-』（古谷三敏・稲保幸 共著、双葉社）
- 『BARレモン・ハートつまみレシピ』（古谷三敏 著、双葉社）
- 『BARレモン・ハート酒楽食楽』（古谷三敏 著、双葉社）
- 『〜あの頃、レモン・ハートで〜BARで飲みたい31の名酒』（古谷三敏、古谷陸 著、双葉社）
- 『ふれあい酒場 BARレモン・ハート』（古谷三敏、古谷陸 著、双葉社）

「レモン・ハート」の名はついていないが、同じく古谷三敏の本として以下がある。
- 『知識ゼロからのシングル・モルト&ウイスキー入門』（古谷三敏著、幻冬舎）

さらに会計の入門書として、下記のコミックが2004年に出版された。
- 『BARレモン・ハート 会計と監査』（古谷三敏著、日経BP社）
  - 酒やカクテルの紹介はほとんど無いが、マスター・メガネさん・松ちゃんは登場する。彼ら3人の会計の疑問に、たまたま客として訪れた会計士（奥山さん）が応えるという形式で話が進む。他の会計士（女性）も登場する（監修：日本公認会計士協会）。

## テレビドラマ
同作を原作とした連続テレビドラマがBSフジ「BSフジの22時」枠（月曜日22:00 - 22:55）にて、同局の開局15周年記念ドラマとして2015年10月5日から11月9日にかけて、全6話が放送された。主演は中村梅雀である。
2016年4月4日から9月26日まで『SEASON2』全26話が放送された。SEASON2終了後にはスペシャルが放送されている。

### キャスト
- マスター - 中村梅雀
- メガネさん - 川原和久
- 松ちゃん - 松尾諭

### スタッフ
- シリーズ構成 - 水野宗徳
- チーフ演出 - 上野修平
- 演出 - 高杉祐一、西方健保、小林そら
- 音楽 - 進藤陽悟
- 技術協力 - 共同テレビジョン
- 美術協力 - フジアール
- ポスプロ - オムニバス・ジャパン
- 監修 - 古谷陸[注 32]（ファミリー企画）
- 企画協力 - 双葉社（杉山敦夫、平田昌幸）
- プロデュース - 田平秀雄（BSフジ）、湯谷幸司
- 製作 - BSフジ、NEXTEP

### 放送日程

#### SEASON1
| 各話  | 放送日   | サブタイトル                                                                    | 役名 - 俳優名                           | 脚本     |
| ----- | -------- | ------------------------------------------------------------------------------- | --------------------------------------- | -------- |
| 第1話 | 10月05日 | 再会                                                                            | 久保田先生 - 石橋蓮司                   | 水野宗徳 |
| 第1話 | 10月05日 | 女医さんとデート                                                                | 瑤子先生 - 堀内敬子                     | 千葉美鈴 |
| 第2話 | 10月12日 | 1/150のプロポーズ                                                               | 京子さん - 紫吹淳 青木 - 若林久弥       | 水野宗徳 |
| 第2話 | 10月12日 | バーボン小僧                                                                    | トシちゃん - 柄本時生 ナオミ - 稲村梓   | 千葉美鈴 |
| 第3話 | 10月19日 | 酒言葉                                                                          | 美子さん - 実川貴美子                   | 千葉美鈴 |
| 第3話 | 10月19日 | サチコの酒                                                                      | 北原先生 - 里見浩太朗 サチコ - 三倉茉奈 | 水野宗徳 |
| 第4話 | 10月26日 | 少年時代の酒                                                                    | 野口 - 三浦浩一 内田 - 宇納佑           | 千葉美鈴 |
| 第4話 | 10月26日 | ファンシーボトルの謎                                                            | ユミ子 - 小野真弓                       | 千葉美鈴 |
| 第5話 | 11月02日 | 王様のビール                                                                    | 山形社長 - 阿藤快 岡田美奈子 - 佐藤藍子 | 千葉美鈴 |
| 第5話 | 11月02日 | 最も危険な酒                                                                    | 出口 - 小林竜樹                         | 千葉美鈴 |
| 第6話 | 11月09日 | へそまがり人生                                                                  | 松田一郎 - ベンガル                     | 千葉美鈴 |
| 第6話 | 11月09日 | レモンハートな男たち (原題「レモンハートの酔心地」・「コロンボたちが集まる夜」) | 永山智啓 山田百次 夏目慎也 堀靖明       | 水野宗徳 |
| 第6話 | 11月09日 | 息子が送ってきた酒                                                              | 畑中彰 - 金田明夫                       | 千葉美鈴 |

#### SEASON2
- 新作1本の後、カクテル名鑑かBAR名鑑が入り、SEASON 1の旧作が「Classic」として再放送され、最後に登場した酒の解説が入る形となった。
- 14話からは「classic」にSEASON 2のものが入る形となった。

| 各話   | 放送日   | サブタイトル                                    | 役名 - 俳優名                                                                                 | 脚本     | Classic                                  |
| ------ | -------- | ----------------------------------------------- | --------------------------------------------------------------------------------------------- | -------- | ---------------------------------------- |
| 第1話  | 04月04日 | 昭和50年の思い出                                | 牧田信吾 - 西郷輝彦 牧田海 - 松田賢二                                                         | 稲本達郎 | 女医さんとデート                         |
| 第2話  | 04月11日 | 両手に花の勝負師                                | 森田洋介 - 及川いぞう 林ユカ - 林貴子 中野ユミ - 森めぐみ                                     | 千葉美鈴 | 息子が送ってきた酒                       |
| 第3話  | 04月18日 | サケ・ア・ラ・カルト〜バレリーナの憂鬱〜        | 静香 - マイコ 正彦 - 浅利陽介 ナオミ - 稲村梓                                                 | 千葉美鈴 | 王様のビール                             |
| 第4話  | 04月25日 | 停電の夜に                                      | 友部正夫 - 温水洋一                                                                           | 稲本達郎 | 酒言葉                                   |
| 第5話  | 05月02日 | スコッチ小僧                                    | トシちゃん - 柄本時生 ナオミ - 稲村梓 ヒロシ - 多田直人                                       | 千葉美鈴 | バーボン小僧                             |
| 第6話  | 05月09日 | 六月の花嫁に                                    | 山村 - 大杉漣 知子 - 木南晴夏 岡田 - 紀村龍                                                   | 稲本達郎 | 1/150のプロポーズ                        |
| 第7話  | 05月16日 | 安い酒の定義                                    | 丸山社長 - 佐戸井けん太 斎藤 - 石井正則                                                       | 千葉美鈴 | 最も危険な酒                             |
| 第8話  | 05月23日 | 出発の酒                                        | 藤井二郎 - 尾上寛之                                                                           | 稲本達郎 | へそまがり人生                           |
| 第9話  | 05月30日 | カクテルグラスにさよなら                        | 佐野洋平 - 遠山俊也 松坂ミドリ - 須藤温子                                                     | 金沢知樹 | ファンシーボトルの謎                     |
| 第10話 | 06月06日 | 老猫の仕事 （原題「生涯現役」）                 | 駒崎貢 - 田山涼成 小栗芙美 - 平山あや                                                         | 千葉美鈴 | サチコの酒                               |
| 第11話 | 06月13日 | 白と黒                                          | ブラック黒田 - 深沢敦 ホワイト白井 - 福澤朗                                                   | 稲本達郎 | 再会                                     |
| 第12話 | 06月20日 | めおと鶴亀                                      | 鶴二郎 - 渡辺正行 亀代 - 角替和枝                                                             | 金沢知樹 | 少年時代の酒                             |
| 第13話 | 06月27日 | さらば友よ                                      | 高田 - 高杉亘                                                                                 | 稲本達郎 | レモンハートな男たち                     |
| 第14話 | 07月04日 | 悪魔という名のビール                            | 土井みどり - 櫻井淳子                                                                         | 水野宗徳 | 六月の花嫁に                             |
| 第15話 | 07月11日 | 熟年離婚                                        | 矢島公作 - 奥田瑛二 矢島芳子 - 仁科亜季子                                                     | 水野宗徳 | 両手に花の勝負師                         |
| 第16話 | 07月18日 | ガンコな味 （原題「おそれいりやのガンコ親父」） | 鉄男 - 六平直政 タケシ - 杉浦太陽                                                             | 稲本達郎 | スコッチ小僧                             |
| 第17話 | 07月25日 | 甘いお土産                                      | 山中美智子 - 佐藤仁美 吉永真理 - 富永沙織（写真出演）                                         | 稲本達郎 | 昭和50年の思い出                         |
| 第18話 | 08月01日 | 北帰行                                          | 恵子 - 白石美帆                                                                               | 稲本達郎 | めおと鶴亀                               |
| 第19話 | 08月08日 | 招かれざる客 （原題「見知らぬ常連」）           | アニキ - 川平慈英 サブ - 中尾明慶 警官 - 岡部尚                                               | 稲本達郎 | 老猫の仕事                               |
| 第20話 | 08月15日 | たった一人の送別会                              | 小沢部長 - 飯田基祐 寺田 - 黒田大輔 岩井 - 金子岳憲                                           | 金沢知樹 | カクテルグラスにさよなら                 |
| 第21話 | 08月22日 | なつかしのジン・トニック                        | 福田栄三郎 - 麿赤兒                                                                           | 金沢知樹 | サケ・ア・ラ・カルト〜バレリーナの憂鬱〜 |
| 第22話 | 08月29日 | 鬼検事のけじめ                                  | 安藤 - モロ師岡 沢村 - 金山一彦 黒人青年 - アディフィラ・オー・エー 客 - 甲斐輝 客 - 弓長由依 | 稲本達郎 | 出発の酒                                 |
| 第23話 | 09月05日 | バカの木トリオ                                  | 杉本 - 野間口徹 柳 - 中山夢歩                                                                 | 加藤麻子 | さらば友よ                               |
| 第24話 | 09月12日 | ラベル・ストーリーズ （原題「男勝り」）         | 高岡律子 - 山村紅葉                                                                           | 稲本達郎 | 白と黒                                   |
| 第25話 | 09月19日 | 忘れっぽい男                                    | 船戸修一 - 芦田昌太郎 船戸美代子 - 原幹恵                                                     | 金沢知樹 | 停電の夜に                               |
| 第26話 | 09月26日 | 望郷のワイン                                    | 谷川三郎 - 遠藤雄弥 編集長 - 粂康晴                                                           | 水野宗徳 | 安い酒の定義                             |

#### スペシャル
- 本放送終了後、新作と旧作数本、さらに松尾諭が蒸溜所やBARを取材して制作された番組が、組み合わされて放送される。

| スペシャル名           | 放送日         | 時間          | 新作サブタイトル           | 役名 - 俳優名                               | 脚本               | Classic                                                               |
| ---------------------- | -------------- | ------------- | -------------------------- | ------------------------------------------- | ------------------ | --------------------------------------------------------------------- |
| 春の2時間スペシャル    | 2017年3月24日  | 22:00 - 23:55 | グッバイ ジョニー          | 井出拓三 - 火野正平                         | 水野宗徳           | サチコの酒女医さんとデートカクテルグラスにさよなら                    |
| 秋の2時間スペシャル    | 2017年10月1日  | 21:00 - 22:55 | 思い出酒                   | 有島洋子 - 市毛良枝                         | 水野宗徳、稲本達郎 | 甘いお土産招かれざる客                                                |
| クリスマス・スペシャル | 2017年12月24日 | 21:00 - 23:00 | クリスマスの神様           | 福ボクロさん - 斉藤暁                       |                    | めおと鶴亀悪魔という名のビール停電の夜に                              |
| 大晦日スペシャル 第1部 | 2018年12月31日 | 19:00 - 20:55 | 幸せなら手を合わそう       | 和尚 - 竜雷太                               |                    | グッバイ ジョニー招かれざる客                                         |
| 大晦日スペシャル 第2部 | 2018年12月31日 | 21:00 - 22:55 | レモンハート誕生秘話       | マスターの師匠 - 寺田農 ナオミ - 稲村梓     |                    | 六月の花嫁に夫婦鶴亀思い出酒                                          |
| 年末スペシャル2019     | 2019年12月30日 | 19:00 - 22:55 | 恋の入門ウイスキー         | 鏑木マキ - 星野真里                         | 水野宗徳／稲本達郎 | 幸せなら手を合わそう招かれざる客グッバイ ジョニーレモンハート誕生秘話 |
| 年末スペシャル2019     | 2019年12月30日 | 19:00 - 22:55 | 星の数ほどあるけれど       | 星野千太郎 - 升毅 星野万太郎 - 渋谷謙人     | 水野宗徳／稲本達郎 | 幸せなら手を合わそう招かれざる客グッバイ ジョニーレモンハート誕生秘話 |
| 年末スペシャル2020     | 2020年12月29日 | 21:00 - 22:55 | 今夜、ノンアルコールで酔う | 早乙女冬樹 - 大和田伸也 夏目塔子 - 宮澤エマ | 水野宗徳／稲本達郎 | 思い出酒                                                              |
| 年末スペシャル2020     | 2020年12月29日 | 21:00 - 22:55 | お花見ウイスキー           | サプライズ作波 - 山崎樹範                   | 水野宗徳／稲本達郎 | 思い出酒                                                              |
| 年末スペシャル2021     | 2021年12月28日 | 21:00 - 22:55 | 世界一ってなんだニャ？     | 野々村小麦 - 岡田結実                       | 水野宗徳／稲本達郎 | 安い酒の定義へそまがり人生                                            |
| 年末スペシャル2021     | 2021年12月28日 | 21:00 - 22:55 | 女心と3色ウイスキー        | 鮫島良太 - 橋本じゅん 沖千春 - 伊東知香     | 水野宗徳／稲本達郎 | 安い酒の定義へそまがり人生                                            |
| お正月スペシャル2023   | 2023年1月3日   | 18:00 - 19:55 | 合格カルヴァドス           | 植村 - 渡辺いっけい                         | 水野宗徳／稲本達郎 | 息子が送ってきた酒今夜、ノンアルコールで酔う                          |
| お正月スペシャル2023   | 2023年1月3日   | 18:00 - 19:55 | 苦～いのがお好き？         | 織田美紀 - 南沢奈央 君津貞夫 - 田村健太郎   | 水野宗徳／稲本達郎 | 息子が送ってきた酒今夜、ノンアルコールで酔う                          |
| 年末スペシャル2023     | 2023年12月29日 | 21:00 - 22:55 | 香りという名の絆           | 慎一 - 内藤剛志 美晴 - あめくみちこ         | 水野宗徳／稲本達郎 | 恋の入門ウイスキー星の数ほどあるけれど                                |
| 年末スペシャル2023     | 2023年12月29日 | 21:00 - 22:55 | “19番ホール”で乾杯を！     | 谷森秀子 - 北乃きい                         | 水野宗徳／稲本達郎 | 恋の入門ウイスキー星の数ほどあるけれど                                |
| 年末スペシャル2024     | 2024年12月27日 | 21:00 - 22:55 | 私のスピリッツ             | 森屋弘子・通称ロコ - 小西桜子               | 水野宗徳／稲本達郎 | グッバイ ジョニー老猫の仕事                                           |
| 年末スペシャル2024     | 2024年12月27日 | 21:00 - 22:55 | お土産を手に               | 渡利 - 佐野史郎                             | 水野宗徳／稲本達郎 | グッバイ ジョニー老猫の仕事                                           |